# Galtö lera-Älgö lera
Galtö lera-Älgö lera este o arie protejată (arie de protecție specială avifaunistică — SPA) din Suedia întinsă pe o suprafață de 947,9 ha, integral pe uscat.

## Localizare
Centrul sitului Galtö lera-Älgö lera este situat la coordonatele 58°50′24″N 11°13′17″E / 58.8401°N 11.2213°E.

## Înființare
Situl Galtö lera-Älgö lera a fost declarat arie de protecție specială avifaunistică în decembrie 1996 pentru a proteja 5 specii de animale.

## Biodiversitate
Situată în ecoregiunile boreală și marină Atlantică, aria protejată nu include niciun habitat protejat.
La baza desemnării sitului se află mai multe specii protejate de  păsări (5): sitar de mal nordic (Limosa lapponica), bătăuș (Philomachus pugnax), ploier auriu (Pluvialis apricaria), chiră de baltă (Sterna hirundo), fluierar de mlaștină (Tringa glareola).